# Oban Single Malt

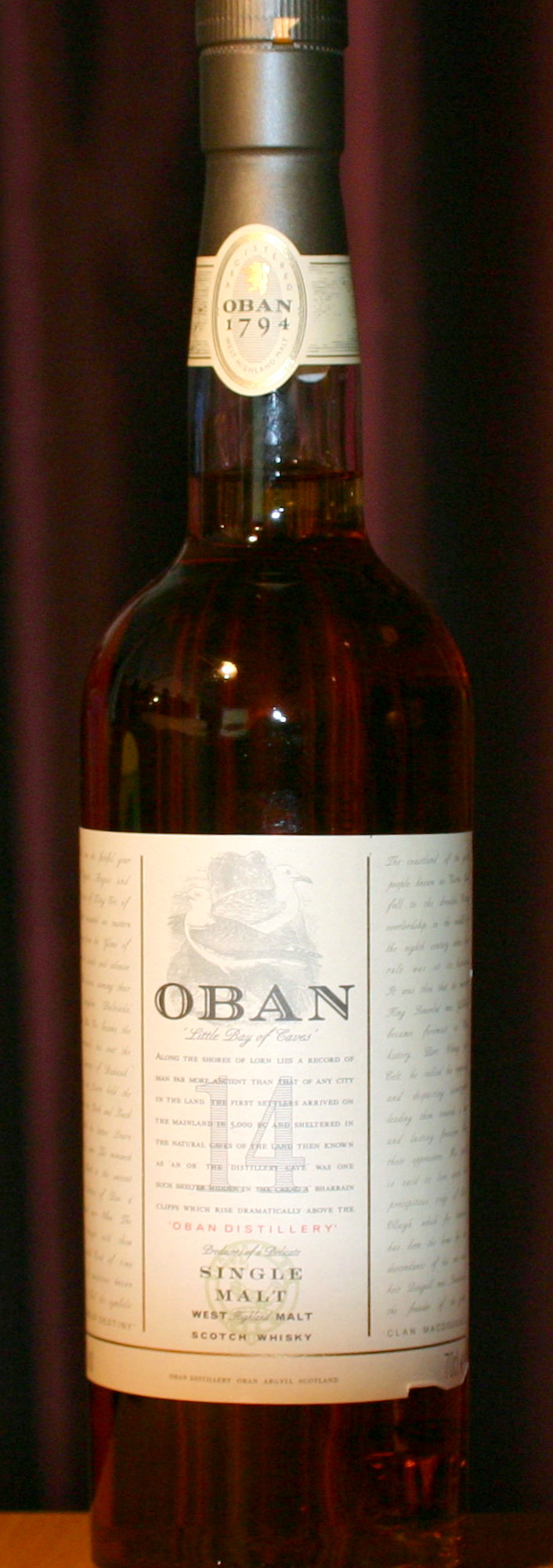
Single Malt 14 jaar oud

Oban Single Malt is een Highland single malt whisky, geproduceerd in de Oban Distillery in de Schotse plaats Oban.
De distilleerderij is in 1794 opgericht door de broers John en Hugh Stevenson. De Oban Distillery geldt als een van de kleinste distilleerderijen in Schotland. Het is diverse malen verkocht en is tegenwoordig onderdeel van Diageo.
Het bekendste product van de distilleerderij is de 14 jaar oude single malt, die onderdeel uitmaakt van de Classic Malts of Scotland. Deze single malt is in 1988 op de markt gebracht.